# 競売

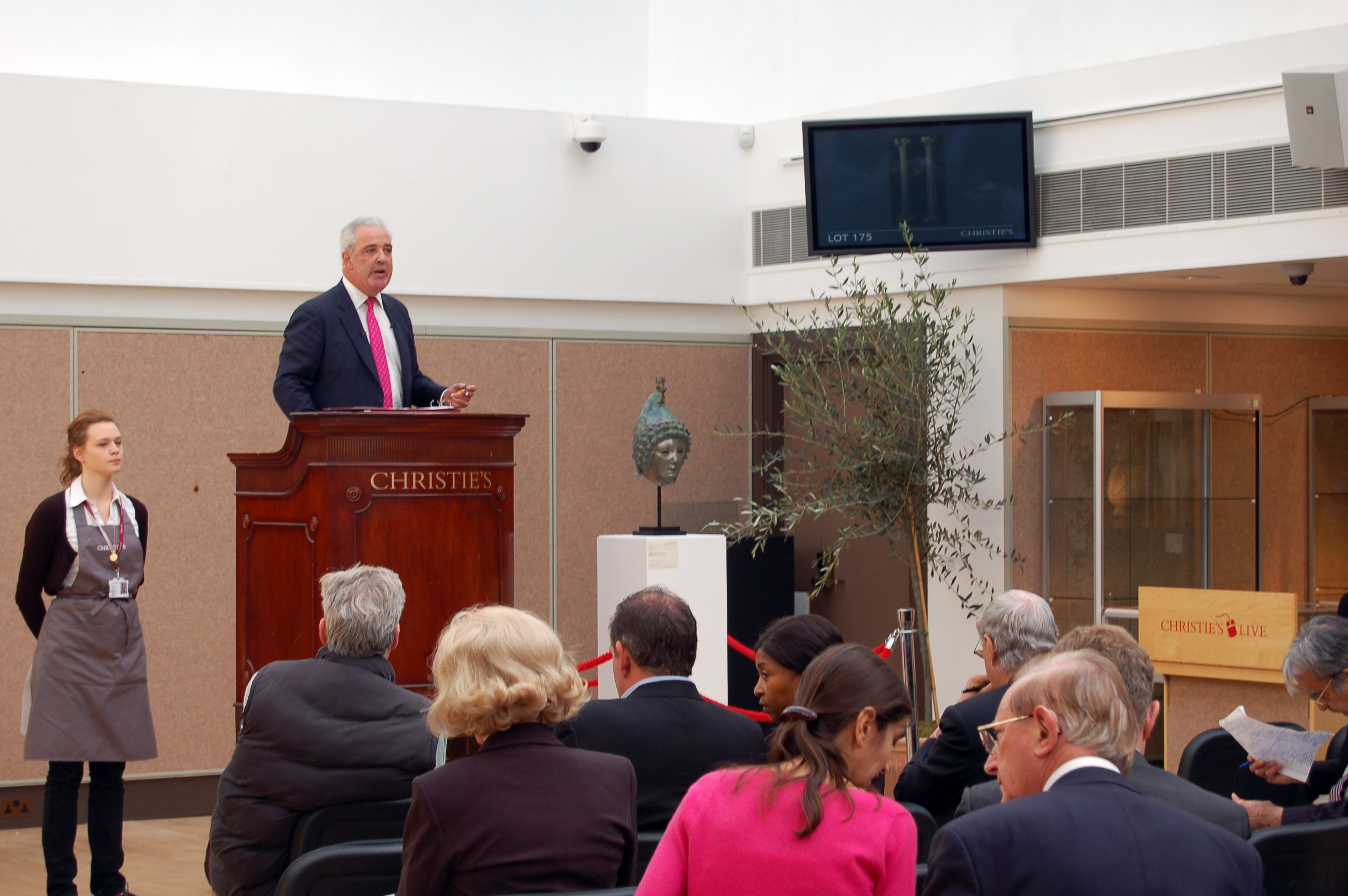
クリスティーズの競売場／2010年10月。

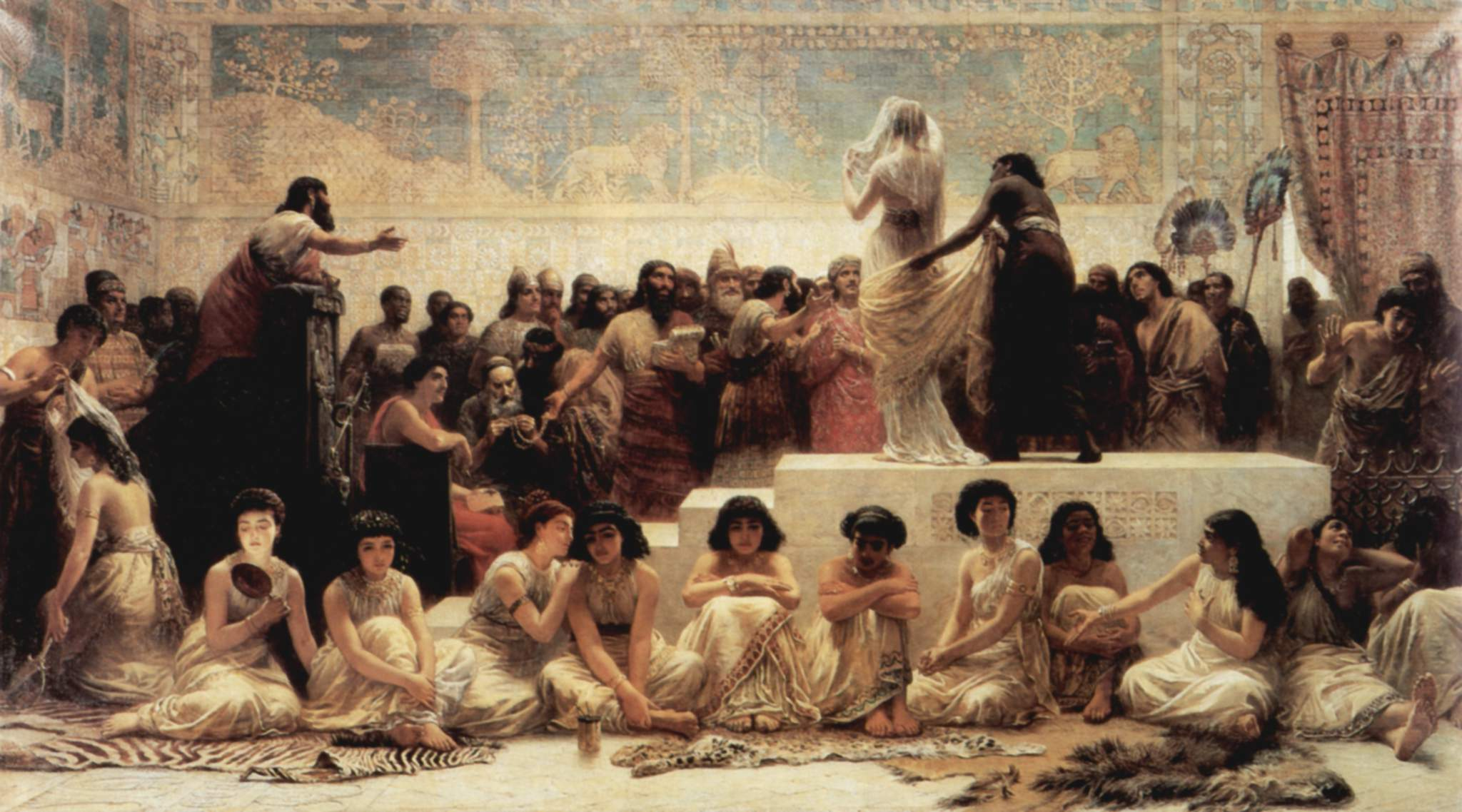
エドウィン・ロング『バビロンの花嫁市場』／1875年の油彩画。ヘロドトスが『歴史』第1巻196節で絶賛した、
イリュリアはエネティ (Eneti) の民（※そう語りながら、ヘロドトスは、アッシリア帝国時代の古都バビロンの民と混同しているもよう）の風習であるという“花嫁の競り市”を、イギリス人画家が想像力豊かに描いたもの。花嫁の競り市とは、年に一度、全村の結婚可能年齢に達した娘が一堂に集められ、高い結納金と競り上げた差額を支払える経済力のある男性達が買い取って結婚するための花嫁候補として競りに掛けられるというもので、最も高い評価を得た娘から順にその競りで生じた差額分は最も低評価を受けた娘から優先的に持参金に割り当てられ、あぶれてしまった男性や貧しい男性との縁組に役立てられる。また、競りに掛けられるとは言え、娘の同意なくして成婚はあり得ず、結納金を返して解約し、他の男性と結婚することもある。

競売（きょうばい、けいばい、せりうり）あるいは競り（せり）、オークション (auction) とは、販売目的で何らかの場に出された物品を、最も良い購入条件を提示した買い手（入札希望者）に売却するために、各々の買い手が提示できる購入条件を競わせることである。
「競売」は、一般には「きょうばい」（呉音）と読まれるが、法律用語（裁判所が行うもの）としては「けいばい」（漢音）と読まれるのが通常である。

## 概要
一般的には物品に支払われる対価を購入希望者間で競うという形で行われるが、それ以外にも様々な条件が売り手側から提示される場合もあり、条件競売という形態では、提示された条件を満たす事で売り買いが成立する。対価を競う場合では、入札する買い手側が価格をつり上げながら、最終的に最も高い価格を提示した買い手に販売される（落札）販売方式である。この場合、買い手が満足さえすれば実質的に商品価格は青天井（上限が無い）なので、ややマナー違反では在るがいきなり最初から非常識な買値を提示して落札する事も可能である。
これは極めて古くからある商取引方法（売値が明確に決まっていない物を、購入者がその価値を決めていく）であるため、特に売り手と買い手の都合で価格が変動する物や、貴重な物品の販売形態として広く普及しており、また各々の関連業界の歴史も古い。

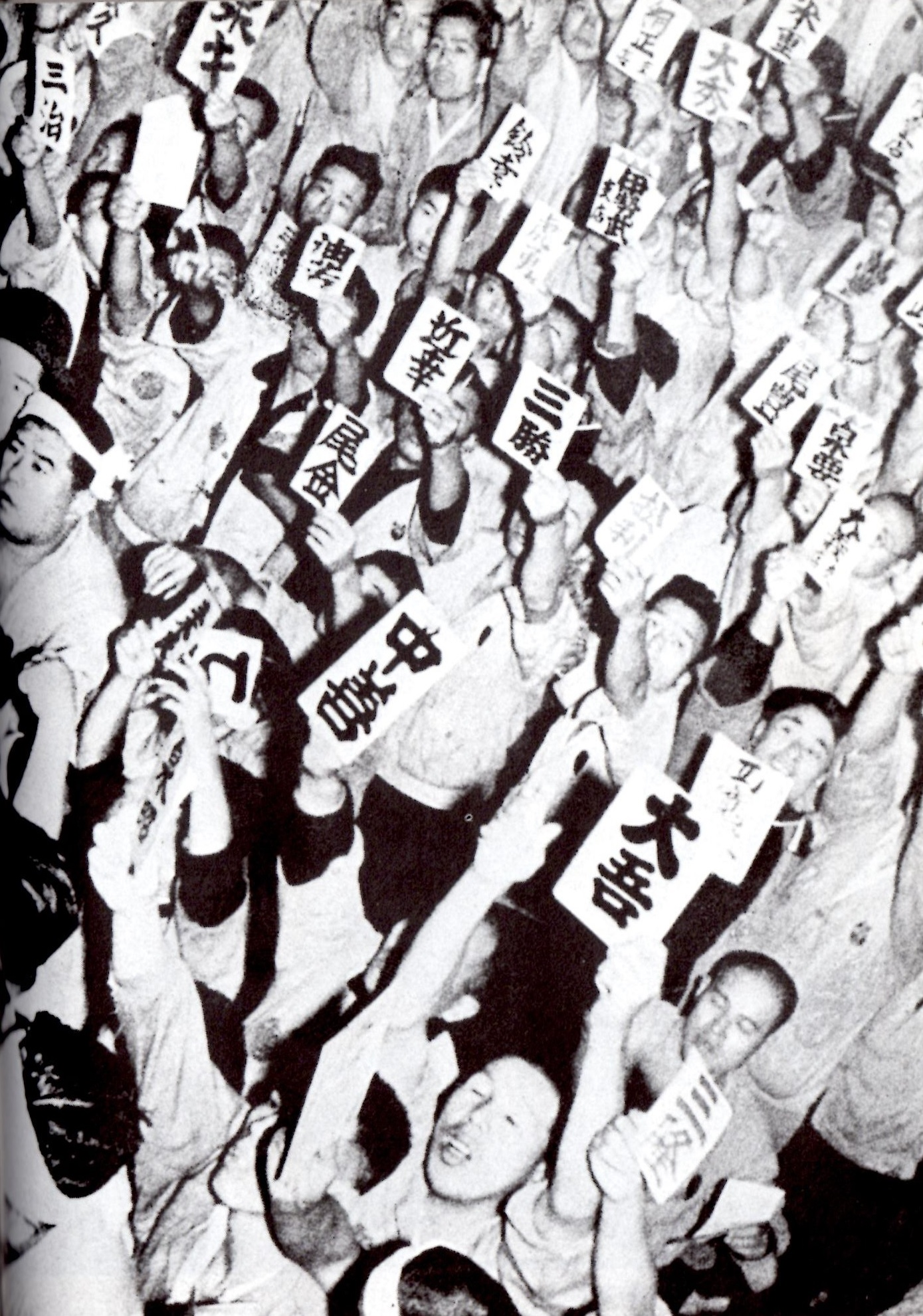
戦前の日本の魚市場における競り

従来から、次のようなものが競売（競り）方式で取引が行われている。
- 生鮮食品の卸売市場（中央卸売市場など）での仕入業者による仲立ち
  - ただし現在は競りをせず相対で売買されている物が多い。
- 家畜（馬、牛など）の競り（セール）市場→セリ市 (競馬)など
- 花の苗など「花き」の競り（セール）市場
- 中古自動車や事故車などの競り（セール）市場→オートオークション
- クリスティーズやサザビーズなど、外国（ほとんどが欧米）の美術作品競売専門業者による美術品や骨董品などの競売
- 裁判所などが執行する差押さえの土地・建物の売却（不動産競売・公売）
- ワイン・オークション（英語版）
- アート・オークション（英語版）
- チャリティーオークション（英語版） ‐ 慈善行為の資金とするために寄付された物品を販売するオークション。

これらでは通信技術の発達に伴い、実際のオークションへの入札に際しては、郵便・電子メールによる参加や代理人を立てて電話・FAX等によって指示するような場合も見られる。

## オークションの種類

### シングルオークション
シングルオークションとは売り手または買い手の一方のみが価格を提示するオークションであり、美術品や生鮮食品の市場取引などに用いられる。ある仮定の下で、下記の4つのオークション（イングリッシュ、ダッチ、ファーストプライス、セカンドプライス）は、どれを用いても売り手の収益は（期待値が）等しいことが証明されている（収入等価定理）。

#### 公開入札方式 (open bid auction)

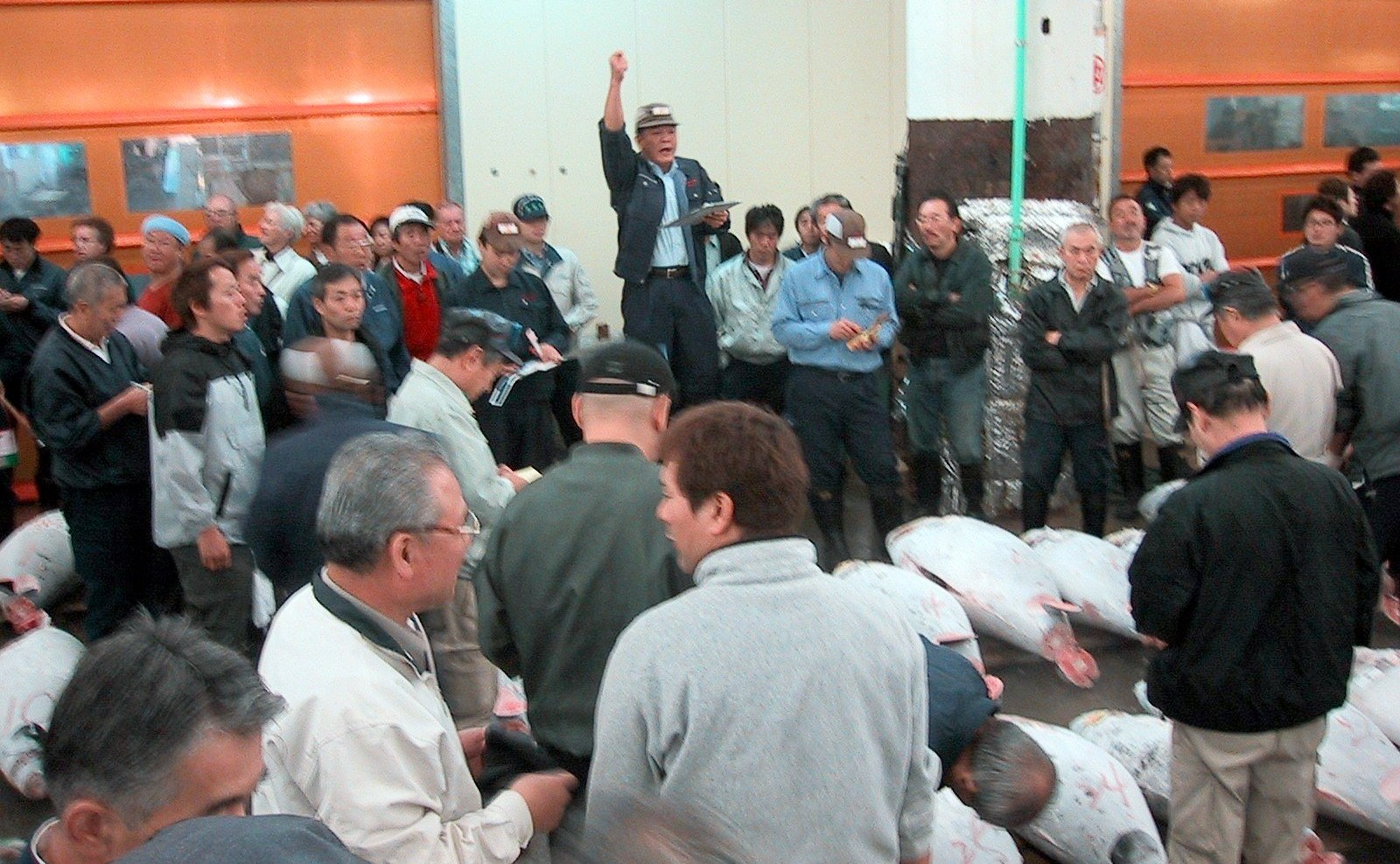
築地市場のマグロの競りは公開入札方式の一例である。

公開の場所で行われる競り売りであり、入札者（買い手）は相互に提示価格を知ることができる。
イングリッシュ・オークション (English auction)
通常のオークションである。入札する買い手側が価格をつり上げながら、最終的に最も高い価格を提示した買い手に販売（落札）される方式である。
ダッチ・オークション (Dutch auction)
通常のオークションとは逆に、価格が順番に下がっていく。売り手が設定する最高価格から順番に価格を下げていき、買い手は適当なところで入札し、その時点の価格で落札が行われる。取引のスピードが高速化できるので、様々な市場で採用されている。また、バナナの叩き売りもこの一種である。ダッチ・オークションをリバースオークションや逆オークションと言うこともあるが誤用である。

#### 封印入札方式 (sealed bid auction)
入札者（買い手）が相互に提示価格を知ることができない競売である。裁判所の不動産競売は通常この方式で行われる。封印入札方式の代表例として第一価格入札（ファーストプライスオークション）と第二価格入札（セカンドプライスオークション）がある。後者は、考案したアメリカの経済学者ウィリアム・ヴィックリーの名前からヴィックリー・オークションとも呼ばれる。
ファーストプライス・オークション (First-price auction)
最終的に最も高い価格を入札した買い手に販売され、支払額も最も高い価格に設定される。一般的な形態。
セカンドプライス・オークション (Second-price auction)
最終的に最も高い価格を入札した買い手に販売されるが、支払額は2番目に最も高い価格（競合者の最高提示価格。競合者がない場合には売り手側の提示した最低金額）に設定される。ゲーム理論の議論を用いれば、いくつかの仮定のもとでは、均衡において全員が自分の評価額をそのまま入札することが証明できる。ファーストプライスオークション方式では、例えば潜在的第一位は10万円まで払っても良いと思っているが、潜在的第二位が6万円を提示するであろうとの予見を持った場合、7万円を提示する可能性がある。この時第二位の限界が実際には8万円だった場合、もっとも高額に評価する第一位のものではなく第二位のものに商品がわたってしまう。セカンドプライス方式はこの類の駆け引きの多くを無効化出来る。参加者の側から見れば自分が10万円まで支払う意志があり、それが最大の評価額であれば確実に二位に勝ち、かつ(ファーストプライス式であった場合)二位に勝てるギリギリまで節約可能であり、一方開催者側の受け取る便益は何ら変わらない。

### ダブルオークション
ダブルオークションとは売り手と買い手の双方が価格を提示するオークションであり、同種同質の物を多数取引する場合に適するため、証券市場などで用いられる。
連続ダブルオークション (Continuous double auction)
売り手と買い手の提示価格が合致すると、当該価格で直ちに取引が成立する方式である。東証などの証券取引所では取引時間中に用いられ、ザラバ方式と呼ばれる。
クリアリングハウス (Clearing house)
売り手と買い手から注文を集めておき、（多くの場合所定の時刻に）需給が一致する価格を求め、当該価格以上の買い注文と当該価格以下の売り注文の間での取引を一斉に成立させる方式である。東証などの証券取引所では取引開始時・取引終了時に用いられ、板寄せ方式と呼ばれる。

### 逆オークション
リバースオークション（逆オークション）(reverse auction) とは、売り手を決めるオークションであり、政府や地方公共団体の調達や工事などで採用される競争入札が代表例である。買い手を決めるオークションとは逆に、例えば、第一価格式では、最も安い金額を入札した人が、自らの入札額で落札することになる。

## オークションの明暗
勝者の呪い（英: winner's curse）
最高落札者が商品を手に入れた場合、落札額はしばしば転売価格（他者にとっての商品の価値）を上回るため、オークションで購入した商品を転売することで損失が発生してしまう現象。
共謀
出品者と入札者が共謀することにより、値段が吊り上げられる。もしくは、入札者全員が談合することで入札価格が低くなる。
その他のエピソード
- 1980年代末のバブル期においては、豊富な資金を元手に日本人資産家や日本企業が海外の有名オークションで、バブルマネーを駆使しアート市場で巨額美術品を買い漁った。世界の美術市場から逸脱する高額な買値を提示、他国のバイヤーから「（日本人は）美術品の値段を極端につり上げ過ぎる」と批判されることも多かった。この時期に買われた名画や美術品はバブル経済崩壊後も売却できず、事実上の不良資産として企業などに死蔵される結果となり、最悪の場合は銀行の担保となっている作品もある。この場合、銀行資産であり非公開の為、名画を目にすることは事実上不可能で、世界的にみて貴重な文化遺産の死蔵であるともいえる。後の平成不況では様々なルートでこれらの絵画が散逸、名画の海外流出をさせる結果となった（→塩漬け）。
- バブル期に日本人資産家が購入した巨額美術品の代表といえる絵画作品は、ゴッホの『医師ガシェの肖像』である。1990年、オークション史上最高価格の約125億円で購入したが、絵画は非公開のままで購入者の死後は、銀行の担保になった。2002年の秋に、購入者の遺族が負債処分目的でサザビーズを通じて数年前に売却していたことがわかったが、現在では紆余曲折を経てサザビーズが保有している。ピカソの名画で大作、『ピエレットの婚礼』など多くの数十億円単位の価格で購入した作品もよく似た境遇にある。

ペニーオークション（Penny auction）
開始価格・落札価格が安い代わり入札ごとに手数料が必要となるような入札方式、あるいはそのようなシステムで運営されるネットオークションサイトを指す用語。その殆ど全てが消費者の無知・誤認につけこむ詐欺的商法（落札価格の安さで客を呼び込み、サクラやbotによる自動的な対抗入札により高額な手数料を詐取する）であり、日本でも詐欺やトラブルが頻発した。オークションの名を冠してはいるものの、公正な競売方式と呼べるものではない。 詳細はペニーオークションを参照。

## モダンオークション
現代のオークションは、世界中から入札者が集まってくるインターネット上で行うことができる。オークションは、数秒の精度でリアルタイムに行われる。また、ネットオークションは、銀行や政府から差し押さえられた盗品や没収品、例えば、所有者が自動車ローンを返済できないために金融会社から請求された車などを売却するために利用することができる。。

## 用語
- ガベル (槌) - オークションで使われるハンマー
- オークションチャント（英語版） ‐ 競り合いの時に、価格と繋ぎ言葉でリズミカルに情報を伝達する言語、符牒。
- 鑑定
- オークションハウス (競売)（英語版） ‐ 競売（オークション）をする場所。
- 市場
- 入札談合
- バイヤーズ・プレミアム（英語版） ‐ 売買手数料。
- オークション・スナイピング（英語版） ‐ 終了時間間際に入札すること。
- エスクロー - 仲介人を使った入札。
- 入札要請（英語版）（入札公告、入札案内書） ‐ 入札参加者へ入札を案内するための告知。

### オークションを主題とする作品
- とんねるずのハンマープライス
- アート・オブ・モア 美と欲望の果て(en) - 美術品オークションの舞台裏を描いたサスペンスドラマ